# ピアノ協奏曲第4番 (モーツァルト)
ピアノ協奏曲第4番 ト長調 K.41は、ヴォルフガング・アマデウス・モーツァルトが編曲した4番目のピアノ協奏曲。第1番、第2番、第3番と同様、他者の作品の編曲である。これらの手稿譜はすべてクラクフのヤギェウォ大学図書館に所蔵されている。

## 概要
モーツァルトは1766年の11月に3年間に及ぶ旅行から帰国したが、この旅行はモーツァルトに多大な刺激をもたらした。もっとも協奏曲の原理を学ぶための勉強としての意味が強く、多くの主要主題は他のドイツ系作曲家たちの作品が借用されている。第4番は第3番と同様1767年の7月にザルツブルクで作曲された。
第1楽章と第3楽章はレオンツィ・ホーナウアーのチェンバロソナタ（作品1の1）、第2楽章はヘルマン・フリードリヒ・ラウパッハのヴァイオリンソナタ（作品1の1）から採られている（画像）。モーツァルトはここで、オーボエに代わってフルートを用いており、管弦楽法の進歩が見られる。

## 楽器編成
独奏ピアノ、フルート2、ホルン2、ヴァイオリン2部、ヴィオラ、バス

## 構成
3楽章の構成で、演奏時間は約12分。なお第2楽章は初めて短調を用いている。
- 第1楽章 アレグロ、ト長調、4分の3拍子
- 第2楽章 アンダンテ、ト短調、4分の2拍子
- 第3楽章 モルト・アレグロ、ト長調、4分の3拍子